# Chaetodon festivus
Espèce
Chaetodon festivus est un poisson appartenant à la famille des Chaetodontidae.

## Description
La description de Desjardins place 12 épines dans la nageoire dorsale de C. festivus et mentionne la présence de deux ocelles.

## Taxonomie
Le nom valide complet (avec auteur) de ce taxon est Chaetodon festivus Desjardins, 1834.
En 1878, Pieter Bleeker a tenté d'identifier l'espèce Chaetodon festivus, décrite par Julien Desjardins en 1834, comme étant en fait selon lui Tetragonopterus maculatus.
En 1978, Warren Burgess place cette espèce comme incertae sedis dans sa classification car l'espèce n'a pas de type décrit. Il précise qu'elle ne peut pas être synonymisée avec Coradion melanopus à cause du nombre d'épines de la nageoire dorsale.

## Publication originale
- Julien Desjardins, « Chaetodon festivus », Proceedings of the Zoological Society of London, Londres, Zoological Society of London,‎ 1833, p. 177